# Samuel Azariah
Samuel „Sammy“ Robert Azariah (* 31. August 1949 in Karatschi, Pakistan) ist ein ehemaliger Bischof der Church of Pakistan, einer vereinigten Kirche, die Mitglied der Weltgemeinschaft Reformierter Kirchen, der Anglikanischen Gemeinschaft und des Weltrats methodistischer Kirchen ist.

## Leben

### Jugend und Ausbildung
Azariah erhielt seine Schulbildung an der St. Paul’s High School und am St. Patrick’s College in Karachi. Er erwarb 1971 einen Abschluss in Soziologie an der University of Karachi und wurde am Trinity Theological College in Singapur ausgebildet, wo er auch seine Frau kennenlernte.

## Laufbahn
1979 wurde er als Diakon der Church of Pakistan ordiniert. 1980 erfolgte die Priesterweihe. Er dient zuerst als Kurat an der St. Andrew’s Church in Karatschi, hauptsächlich für die kleine englischsprachige Gemeinde. Er wurde später Rector (bis 1987). In dieser Zeit unterrichtete er auch am Church of Pakistan Seminary (St. Thomas’ Seminary). 1987 wurde er (als bislang jüngster Geistlicher) zum Bischof der Diözese Raiwind ernannt. Von 1997 bis 2002 und erneut von 2009 bis 2017 diente er als Moderator Bishop der Church of Pakistan. Er war auch Mitglied des Exekutivausschusses des Ökumenischen Rats der Kirchen.
2017 wurde er durch den Erzbischof von Canterbury mit dem Hubert Walter Award for Reconciliation and Interfaith Cooperation geehrt.
Nach Eintritt in den Ruhestand zog Azariah nach Los Angeles zu seiner Ehefrau Khushnud Mussarat Azariah. Sie ist die erste pakistanische ordinierte Priesterin, arbeitet aber in der Diözese Los Angeles der Episkopalkirche der Vereinigten Staaten, wo Azariah seitdem die Funktionen eines Assistenzbischofs wahrnimmt. Das Paar hat drei Töchter.